# 太平洋月鰺
太平洋月鰺（学名：Selene peruviana），為輻鰭魚綱鱸形目鱸亞目鰺科月鰺屬下的一種熱帶海水魚，其种加词“peruviana”意为“秘鲁的”。分布于東太平洋區，從美國加州南部至秘魯Redondo灘海域，深度0-50公尺。
體短呈菱形且側扁，頭部輪廓陡峭且額頭突起，背鰭2個，背鰭硬棘8枚、背鰭軟條17-18枚，第二背鰭及臀鰭軟條呈絲狀延伸，但隨年齡增長的縮短，尾鰭叉形，體無鱗，體色完全是銀色的，帶有藍綠色光澤，幼魚體淡黃色，體側具4、5條深色橫帶，體長可達40公分，棲息在沿海表中層水域，成小群活動，以甲殼類及小魚為食，生活習性不明，可做為食用魚。